# Rue du Calvaire (Paris)
Die Rue du Calvaire ist eine steile Treppenstraße im 18. Arrondissement von Paris.

## Lage
Der Aufstieg verbindet die Rue Gabrielle mit dem Place du Calvaire.

## Namensursprung
1805 wurde auf dem Hügel des Montmartre ein Calvaire nahe der Kirche Saint-Pierre de Montmartre errichtet. Da die Treppe dorthin führt, erhielt sie auch den entsprechenden Namen.

## Geschichte
Dieser Weg wurde von der ehemaligen Gemeinde Montmartre 1844 angelegt und 1863 unter dem heutigen Namen in das Pariser Straßenverzeichnis aufgenommen.
In einem Beschluss von 1867 hatte man vorgesehen, die Straße bis zur Rue Saint-Rustique zu verlängern.

## Sehenswürdigkeiten
Diese Treppe ist ein Anziehungspunkt für Touristen im Bereich des ehemaligen Montmartre.

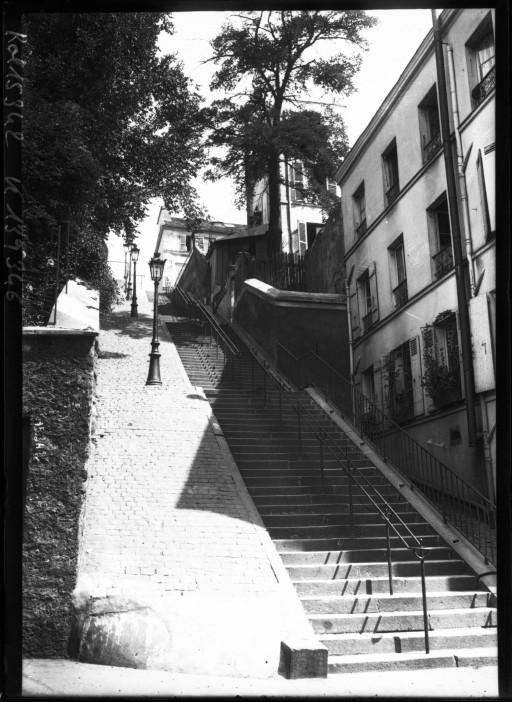
Die Straße 1911
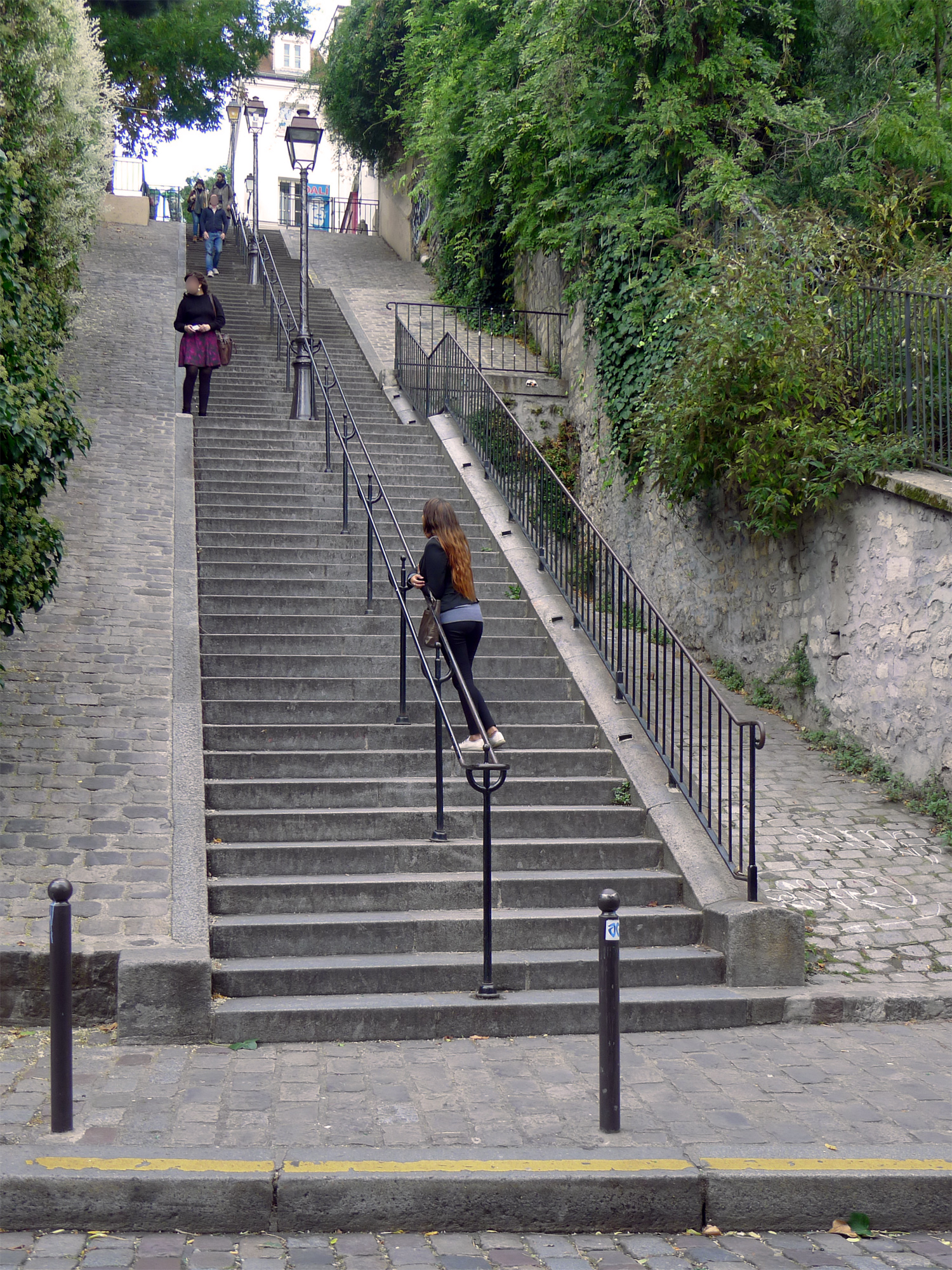
Die Straße 2013
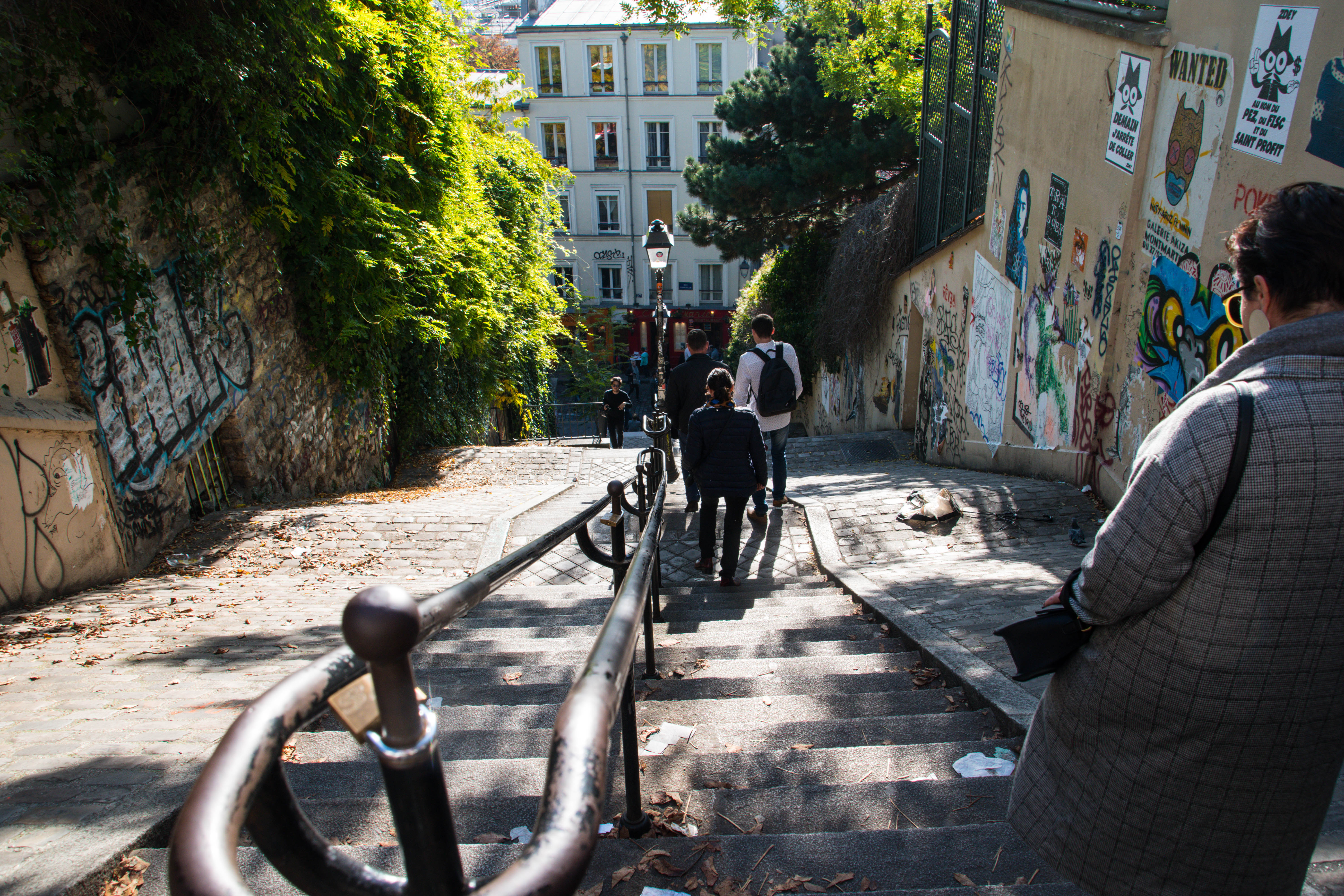
Die Straße 2016